# AS Yzeure
Die Association Sportive Yzeurienne Football ist ein französischer Fußballverein aus Yzeure, einer Moulins unmittelbar benachbarten Kleinstadt im französischen Département Allier (Ordnungszahl 03). In den 2010er Jahren nahm der Verein den Namen Moulins-Yzeure Foot 03 an.
Gegründet wurde er 1938 als AS Yzeure.
Die Vereinsfarben sind Grün und Schwarz; die Ligamannschaft spielt im Stade de Bellevue, das eine Kapazität von ca. 2.500 Plätzen aufweist.
Vereinspräsident ist André Languille; die erste Mannschaft wird derzeit von Nicolas Dupuis trainiert (Stand August 2006).

## Ligazugehörigkeit
Profistatus hat Yzeure noch nie besessen und demzufolge auch noch nie erstklassig (Division 1, seit 2002 in Ligue 1 umbenannt) gespielt. In der Saison 2013/14 tritt die ASY in der viertklassigen CFA, der höchsten Amateurliga des Landes, an.
Der bisher größte Erfolg in der Vereinsgeschichte war das Erreichen der Runde der letzten 32 Mannschaften im französischen Pokal in der Saison 2001/02, in der man als Fünftdivisionär dann allerdings gegen Paris Saint-Germain unterlag, wenn auch nur mit 0:1.